# Jaghin Ali Tape
Jaghin Ali Tape – wieś w Iranie, w ostanie Azerbejdżan Zachodni, w szahrestanie Mijandoab. W 2006 roku liczyła 1816 mieszkańców.